# Ryan McLaughlin
Ryan McLaughlin (Belfast, 30 settembre 1994) è un calciatore nordirlandese, difensore del St Patrick's e della nazionale nordirlandese.

## Biografia
Anche suo fratello Conor è un calciatore.

## Carriera

### Club

#### Giovanili
Durante l'estate del 2011, mentre Ryan fa parte delle giovanili del Glenavon, viene acquistato dal Liverpool con un contratto di tre anni.

#### Barnsley
Il 9 gennaio 2014, McLaughlin viene girato in prestito al Barnsley per 28 giorni. Il suo debutto con la maglia dei Tykes avviene il 18 gennaio, in campionato, contro il Blackpool. Il 29 gennaio s'infortuna e, due giorni dopo, il Liverpool prolunga il suo prestito fino a fine della stagione.

### Nazionale

#### Nazionali giovanili
McLaughlin, dopo esser passato nelle trafila nell'Under-16 e nell'Under-17 dell'Irlanda del Nord, fa attualmente parte delle rose dell'Under-19 e dell'Under-21.

#### Nazionale maggiore
Il 15 agosto 2012 viene convocato dalla Nazionale maggiore per la partita amichevole contro la Finlandia, ma è costretto a rinunciarvi a causa di un infortunio.
Viene nuovamente convocato il 19 maggio 2014 per disputare due partite amichevoli in Sud America. Il 31 maggio 2014, fa il suo esordio nella Nazionale maggiore contro l'Uruguay subentrando dalla panchina a Billy McKay.